# Hans Löscher (Pädagoge)
Hans Löscher, eigentlich Gustav Robert Löscher, (* 19. April 1881 in Dresden; † 7. Mai 1946 ebenda) war ein deutscher Reformpädagoge und Schriftsteller.

## Leben

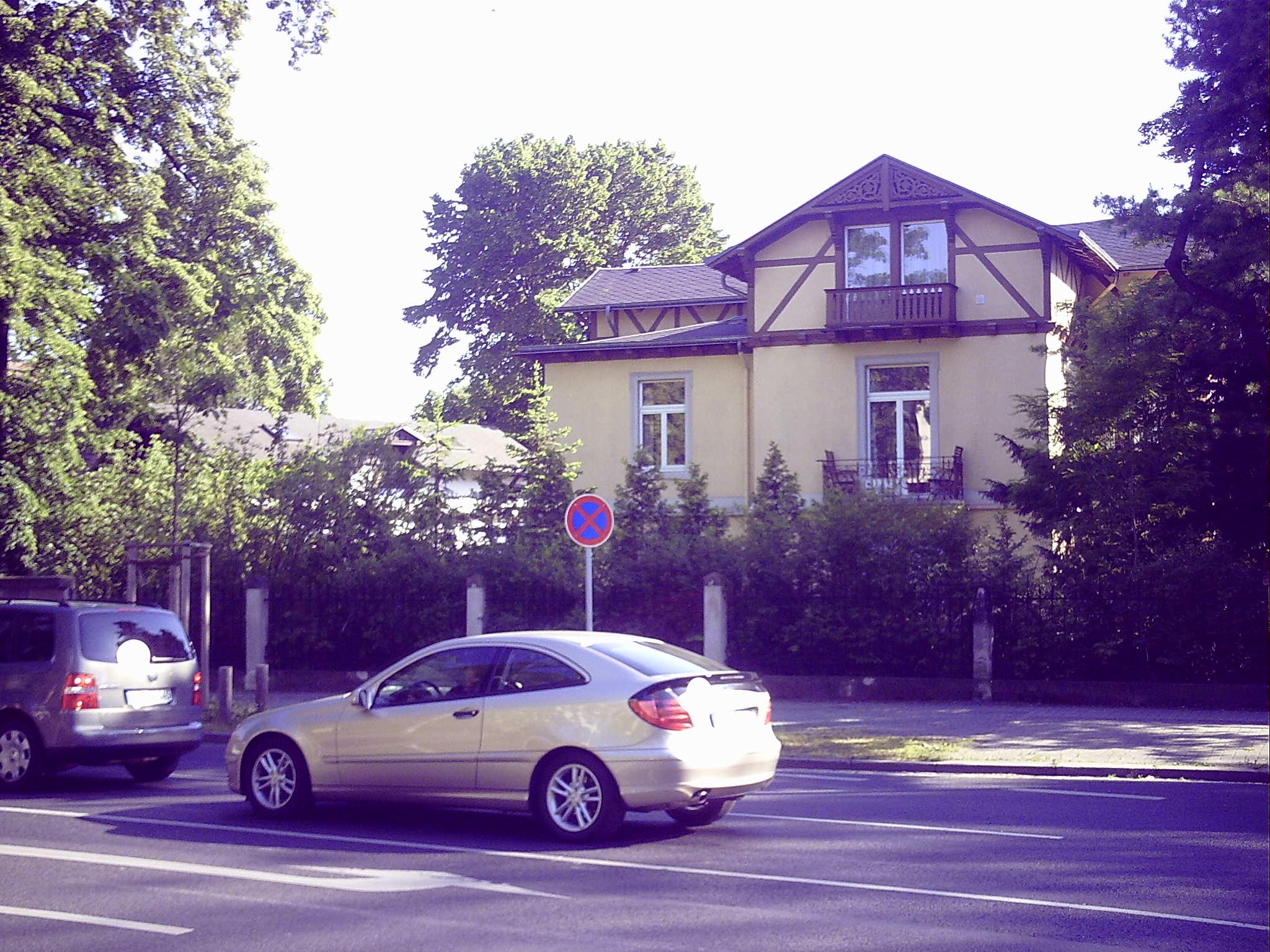
Löschers letzte Wohnstätte (1945–1946) und Sterbehaus am Barteldesplatz 1 in Dresden-Blasewitz (Zustand 2007) mit Gedenktafel

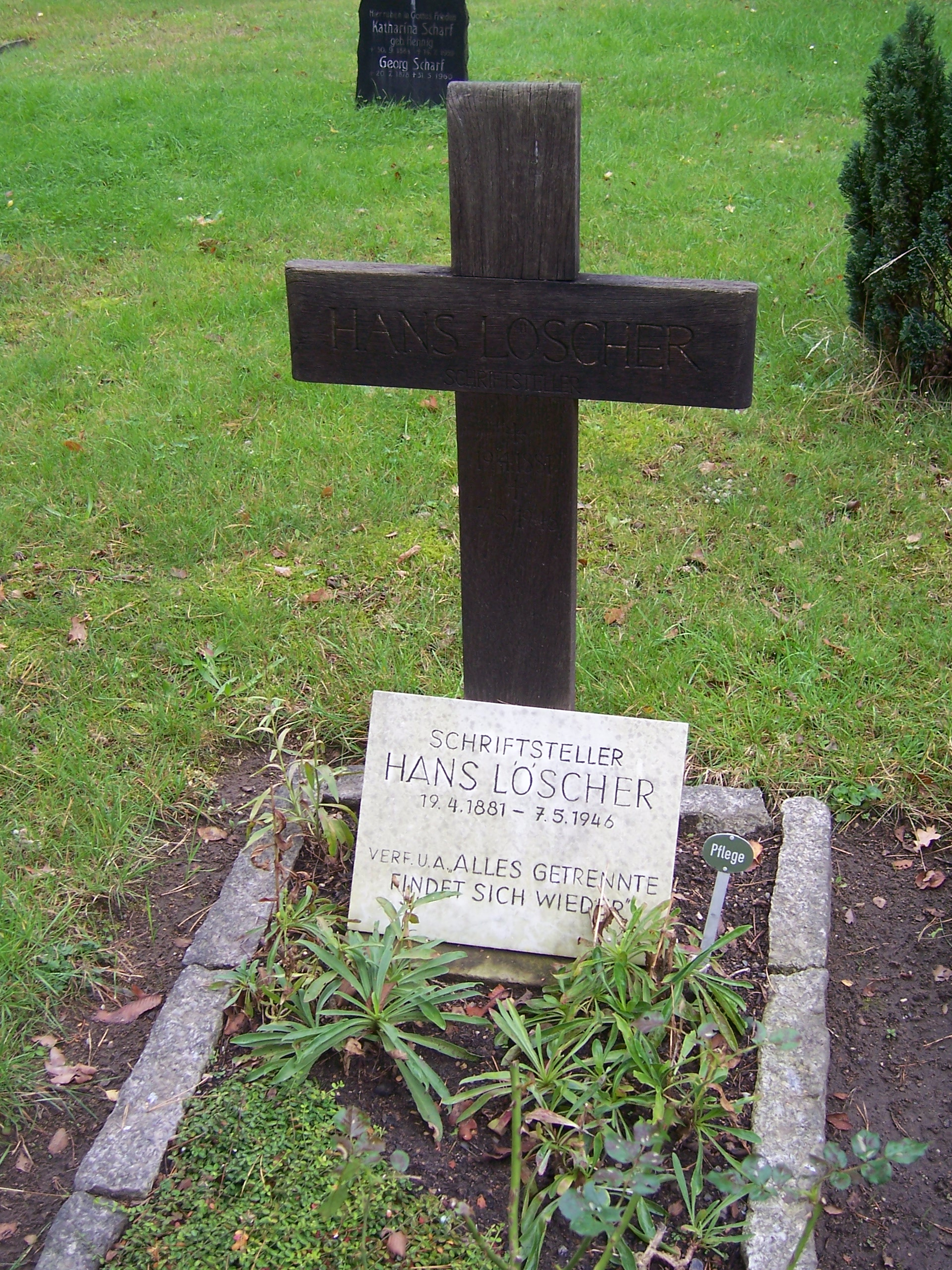
Grab von Hans Löscher auf dem Johannisfriedhof in Dresden

Löscher wuchs in Pfaffroda bei Olbernhau im Erzgebirge als Sohn eines Polizeibeamten auf. Er besuchte ab 1895 ein Lehrerseminar in Nossen und arbeitete dann von 1901 bis 1905 als Lehrer. Von 1906 bis 1910 studierte er an der Universität Leipzig Deutsch, Geschichte und evangelische Theologie auf Lehramt und promovierte später. 1907 trat er der SPD bei, wobei er insbesondere religiös-sozialistische  Auffassungen vertrat. Löscher wurde 1910 an einer höheren Schule angestellt. Er litt an einem schweren Herzfehler und war daher vom Wehrdienst freigestellt. 1915 wurde er Direktor, zunächst an der Bürger- und Fortbildungsschule in Stollberg/Erzgeb. und später in Plauen.
Seine pädagogische Arbeit wurde durch soziale, liberale und kindorientierte Reformansätze geprägt. Löscher wurde Funktionär in der SPD und wurde 1921 von Hermann Beims als Stadtschulrat nach Magdeburg berufen. Magdeburg wurde unter seinem Wirken zum reformpädagogischen Zentrum Deutschlands. Er begründete 1922 die erste reformpädagogische Versuchsschule, erwirkte 1923 die Eröffnung weltlicher Schulen in Magdeburg, erkämpfte 1924 die städtische Selbstverwaltung im Schulwesen. 1926 veranlasste er den Bau der Gartenschule Rothensee, 1927 den Bau der Waldschule im Fort IV, 1929 der Schule an den Harsdorfer Worthen und 1930 der höheren Reformschule „Berthold Otto“ am Sedanring. 1933 wurde er bei der Machtergreifung der Nationalsozialisten entlassen. Nach einer kurzen Tätigkeit am Institut für Völkerkunde verzog er mit seiner Familie 1935 nach Dresden. Hier wurde er verstärkt als Schriftsteller tätig. Wesentlichste Werke sind „Alles Getrennte findet sich wieder. Ein Buch vom wahren Leben“ und der unvollendete Roman „Der schöne Herr Lothar“.
Nach Kriegsende erhielt er erneut ein Angebot nach Magdeburg zu kommen. Aufgrund einer schweren Erkrankung konnte er diesem Ruf jedoch nicht folgen.

## Zitat
- „Die Welt braucht die Stillen im Lande. Die Gemeinschaft der Demütigen und Ehrfürchtigen, das ist der geheimnisvolle, fruchtbare Urgrund, aus dem je und je nach unerforschlichen Gesetzen die Befreier der Menschheit steigen.“ (aus: Alles Getrennte findet sich wieder)

## Ehrung
Zu Löschers Gedenken wurde in Magdeburg die Hans-Löscher-Straße benannt.

## Veröffentlichungen
- Alles Getrennte findet sich wieder : Ein Buch vom wahren Leben (12. Auflage), Tübingen : Wunderlich, 1937
- Das befreite Herz (12. Auflage), Tübingen : Wunderlich, 1949
- Um einen Pfau : Erzählung, Gütersloh : Rufer-Verlag, 1951
- Maximilian Klingers Romanzyklus in seiner philosophisch-pädagogischen Bedeutung, Langensalza : Beyer & Söhne, 1928
- mit J. Vogt: Heimatgeschichte der Pflege Stollberg im Erzgebirge, Stollberg, 1932.

## Anmerkung
1. ↑  Text der Gedenktafel:
 In Dankbarkeit
Schriftsteller Hans Löscher
* 19.4.1881 in Dresden
† 7.5.1946 in diesem Haus
Christ – Arbeiterfreund – Antifaschist
verf. u. a. „Alles Getrennte findet sich wieder“

| Personendaten    | Personendaten                               |
| ---------------- | ------------------------------------------- |
| NAME             | Löscher, Hans                               |
| ALTERNATIVNAMEN  | Löscher, Gustav Robert (wirklicher Name)    |
| KURZBESCHREIBUNG | deutscher Reformpädagoge und Schriftsteller |
| GEBURTSDATUM     | 19. April 1881                              |
| GEBURTSORT       | Dresden                                     |
| STERBEDATUM      | 7. Mai 1946                                 |
| STERBEORT        | Dresden                                     |